# Electrónica orgánica

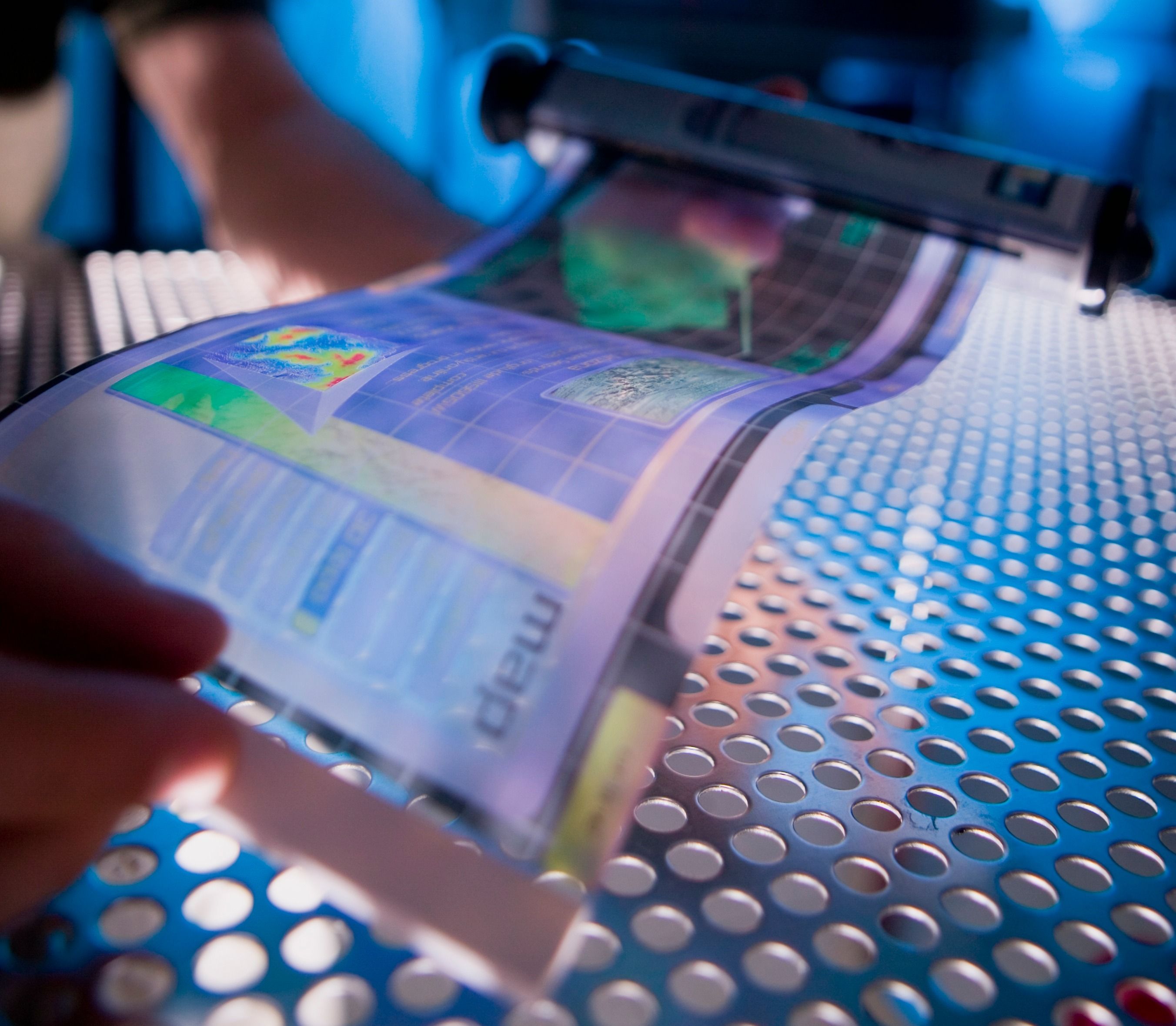
Pantalla flexible de polímeros.

La electrónica orgánica, electrónica plástica o electrónica de polímeros, es una rama de la electrónica que se ocupa del estudio de materiales orgánicos, como polímeros conductores o estructuras moleculares, para la creación de circuitos y dispositivos electrónicos. Se le da el nombre de electrónica ' orgánica' debido a que los polímeros o moléculas de las que están compuestas los dispositivos, están basados en carbono. En contraste a la electrónica tradicional que utiliza materiales conductores y semiconductores inorgánicos, tales como cobre, germanio o silicio. La mayoría de la electrónica de polímeros comprende a la electrónica laminar, una categoría que también incluye electrónica en láminas transparentes y electrónicas basadas en papel.
Estos materiales encuentran su aplicación práctica en diversos dispositivos como transistores de efecto campo, diodos orgánicos emisores de luz, células solares orgánicas, etiquetas de radiofrecuencia, o dispositivos de almacenamiento de memoria, entre otros. Las múltiples metodologías existentes en este campo, brindan una gran versatilidad para modelar las propiedades según las necesidades planteadas. Lo que potencia la variedad de aplicaciones y métodos de síntesis. Otras ventajas que posee la electrónica orgánica, es su mayor disponibilidad y accesibilidad, ligereza y sobre todo la facilidad de procesamiento. Por esto los materiales orgánicos reducen costos en la manufactura y producción de los dispositivos en los que se incorporan. Debido a esto, la búsqueda de nuevos materiales semiconductores orgánicos es fruto de numerosas investigaciones.

## Historia
El descubrimiento de Pochettino en 1906 acerca de la fotoconductividad en antraceno podría considerarse el primer indicio relacionado con la obtención de una corriente eléctrica a partir de la irradiación de un compuesto orgánico. Posteriormente, en 1958, Kearns y Calvin probaron por primera vez el efecto fotovoltaico sobre una muestra de ftalocianina de magnesio. En el año de 1970 se empezaron a utilizar materiales de naturaleza orgánica para aplicaciones en transistores cuando Barbe describe las medidas de efecto campo realizadas sobre un monocristal de ftalocianina no metalada.

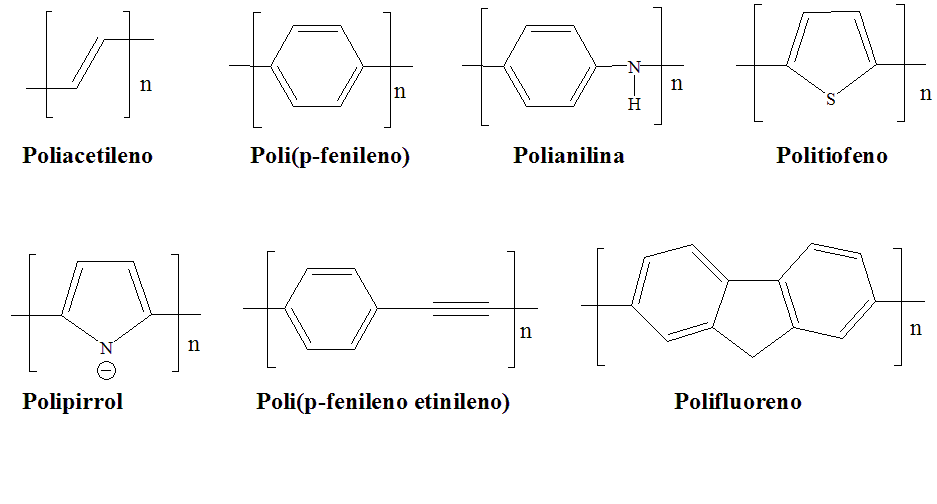
Polímeros semiconductores

Sin embargo, la electrónica orgánica nace hasta 1978, cuando el japonés Hideki Shirakawa en colaboración con Alan J. Heeger y Alan MacDiarmid de la universidad de Pensilvania, descubren los polímeros conductores y publican su descubrimiento en el artículo “Synthesis of electrically conducting organic polymers: halogen derivatives of polyacetilene (CH)n”, en el diario de la sociedad química, Chemical Communications. El descubrimiento fue considerado como un gran suceso, tanto que, Shirakawa, MacDiarmi y Heeger fueron galardonados con el premio Nobel de química en el año 2000. Desde entonces, los materiales orgánicos conductores han sido objeto de múltiples investigaciones y desarrollos tecnológicos. 
En 1985 A. Tsumura, H. Koezuka y T. Ando fabrican el primer dispositivo basado en esta tecnología, un FET orgánico fabricado con politiofeno, al año siguiente Ching W. Tang y Steven A. Van Slyke de Eastman Kodak fabrican el primer led orgánico, basado en moléculas orgánicas de bajo peso molecular. 
La cadena de adelantos continuó con la fabricación del primer led orgánico polimérico en 1990, por parte de Jeremy Burroughs y sus colegas Richard Friend y Donald Bradley del laboratorio Cavendish de la Universidad de Cambridge en el Reino Unido y en 1997 con el lanzamiento al mercado del primer producto con esta tecnología, un display de color verde en un radio de la Pioneer. 
A partir de esta fecha la industria ha desarrollado papel electrónico, baterías orgánicas, OLEDs (LEDs orgánicos), OFETs (FETs orgánicos), monitores, condensadores, chips y un sinnúmero de dispositivos y nuevas aplicaciones basadas en los materiales orgánicos. Esta nueva tecnología no reemplazará en el corto y mediano plazo a la tecnología del silicio, debido a que sus velocidades de conmutación aún no son las demandadas, no obstante, se espera que en largo plazo, estas velocidades se alcancen y predominan la gran variedad de aplicaciones que hoy en día se basan en el silicio, debido a que esta nueva tecnología presenta un costo de manufactura más bajo y en algunas aplicaciones mejor rendimiento.

## Semiconductores orgánicos
Los materiales orgánicos son compuestos que basan su estructura en el átomo de carbono. Este al igual que el silicio y el germanio forman parte del grupo IV de la tabla periódica y como es una característica de los elementos de este grupo, poseen una valencia de cuatro, lo que les permite enlazarse a cuatro átomos más. El carbono, así como los demás elementos del grupo IV presentan una distribución electrónica que termina en s2p2. 

### Origen de la semiconducción

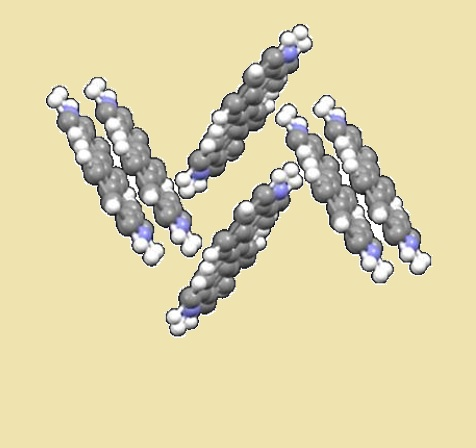
Figura 1. Empaquetamiento cristalino de un sólido molecular

La estructura de los materiales de naturaleza orgánica se puede definir como sólidos moleculares, ya que la unidad estructural, o celda unitaria, que se repite en la red sólida es una molécula. Sin embargo, a diferencia de los sólidos inorgánicos, la naturaleza de las interacciones intermoleculares que gobiernan el ordenamiento en estado sólido es de carácter no covalente, véase la figura 1.
La debilidad de las interacciones no covalentes dificulta la adopción de una estructura ordenada en la que se favorezca un solapamiento óptimo de los orbitales pertenecientes a las moléculas cercanas con las que se pretende interaccionar. En consecuencia, salvo en casos excepcionales, la estructuración de bandas de energía no se encuentra favorecida y los niveles energéticos en el sólido, quedarán definidos por niveles localizados sobre cada molécula.  Sin embargo, es posible establecer un paralelismo al de los semiconductores inorgánicos, esto entre las bandas de valencia y conducción y los orbitales moleculares. Así, el orbital HOMO (Highest Occupied Molecular Orbital) se relacionaría con el límite superior de la banda de valencia, que se encontrará separado por un espaciado energético del orbital LUMO (Lowest Unoccupied Molecular Orbital) que corresponde con el límite inferior de la banda de conducción, como puede verse demostrado en la figura 2. 

Figura 2. Diagrama molecular de los niveles orbitales HOMO y LUMO, que emulan a la separación de banda de valencia y conducción, respectivamente.

Para muchos compuestos orgánicos este espaciado energético entre los orbitales HOMO y LUMO se encuentra dentro del rango de los semiconductores inorgánicos, 3 eV. Por este motivo, algunas de esas moléculas orgánicas, que además presentan características estructurales determinadas, podrían funcionar como materiales semiconductores. No obstante, debido a la ausencia de bandas, el desplazamiento de los electrones suele describirse mediante transferencias de carga entre niveles localizados en las moléculas constituyentes del material sólido, lo cual dificulta seriamente la conducción de una corriente eléctrica en comparación a los materiales inorgánicos. 
En los materiales orgánicos, estos estados localizados o sitios son: los estados de las moléculas individuales en los cristales moleculares, los estados de las cadenas poliméricas individuales o los estados de los segmentos de estas cadenas donde la conjugación es interrumpida por defectos estructurales o químicos. Habiendo definido los estados localizados o sitios y teniendo presente que estos sitios actúan como pozos de potencial, la transferencia de carga entre sitios se da mediante saltos cuánticos o hopping en donde los portadores de carga mediante efecto túnel asistido por fonones (vibraciones de la estructura del material) pasan de un sitio a otro, bajo ciertas condiciones especiales.
Pese a la dificultad que presenta el transporte de carga en semiconductores orgánicos, la densidad de corriente que pueden llegar a conducir es lo suficientemente poderosa para hacerlos aptos para la fabricación de dispositivos electrónicos, convirtiéndolos en una alternativa tecnológicamente interesante para la industria electrónica.

### Clasificación
Los materiales orgánicos, por su naturaleza, pueden formar una infinidad de compuestos de diferentes tamaños, formas y estructuras, y en consecuencia hay numerosos parámetros de clasificación. En cuanto a compuestos orgánicos que poseen características conductoras se acostumbra a clasificar en dos grupos según su peso molecular, estos son: moléculas de bajo peso molecular y moléculas de alto peso molecular. Las primeras se refieren a moléculas conjugadas, de un tamaño menor a 20 monómeros, que se conocen como oligómeros, y las segundas abarcan a las moléculas conjugadas de más de 20 monómeros, las cuales se conocen como polímeros. Ambos tipos de compuestos orgánicos se diferencian entre sí por su tamaño y propiedades físicas, aunque comparten propiedades eléctricas similares.

#### Oligómeros semiconductores
En el campo de la electrónica orgánica, estas moléculas se caracterizan por estar constituidas por un número no muy grande de átomos, con una estructura de sus enlaces conjugada y por formar cristales de tipo molecular. Estos cristales se diferencian de los cristales de tipo atómico como los formados por el silicio, el germanio o el carbono (diamante), en que los primeros están conformados por la unión de moléculas individuales que intramolecularmente están unidas por fuertes enlaces covalentes, pero que intermolecularmente se unen mediante fuerzas débiles como la de van der Waals, mientras que los cristales de tipo atómico son en su totalidad una sola molécula que está fuertemente unida por enlaces covalentes. Esta diferencia origina que los cristales de tipo atómico generen estructuras de bandas muy bien definidas debido a que este tipo de cristales son muy fuertes y la estructura de sus estados energéticos permanece inalterada, mientras que en los cristales moleculares al estar unidos por atracciones tan débiles, y por poseer un número muy bajo de átomos por molécula, su acople energético es bajo y su estructura energética se altera con mucha facilidad, originando esto que en este tipo de materiales, la estructura de bandas de energía tenga muy poca importancia en la forma como conducen corrientes eléctricas. Cabe anotar que pese a esa facilidad con que seinterrumpe el orden energético, los cristales de moléculas pequeñas mantienen unorden considerable. Los semiconductores fabricados con pequeñas moléculas, se destacan por presentar mejores niveles de conducción que los semiconductores poliméricos, pero el ser muy difíciles de preparar en soluciones, los inhabilita para poder ser depositados con técnicas de fabricación de bajo costo como impresión convencional o spin coating, y por esta razón, tampoco pueden formar películas delgadas de gran área.

### Polímeros semiconductores
Los polímeros se caracterizan por ser cadenas muy largas, compuestas de monómeros, en donde cada monómero está unido mediante enlaces covalentes. Esto conduce a que al haber una grancantidad de unidades monoméricas enlazadas fuertemente, dentro de las cadenasde polímero se formen bandas de energía, como en los semiconductoresinorgánicos. Sin embargo estas cadenas son de longitud finita, y un compuestopolimérico está constituido de millones de estas cadenas, las cuales están muydébilmente acopladas, razón por la que en los polímeros al igual que en loscristales moleculares orgánicos conjugados, la estructura de bandas de energíatampoco presente mucha relevancia en la corriente total del semiconductor. Los polímeros semiconductores a diferencia de los cristales moleculares, son másfácilmente solubles, lo que permite que sean depositados mediante impresiónconvencional o spin coating, y de esta manera ser depositados en películasdelgadas de gran área a muy bajo costo. Adicionalmente, los polímerossemiconductores presentan las características propias de los materialespoliméricos, como son flexibilidad y durabilidad. En cuanto a la conductividad, al presentar los polímeros estructuras amorfas, poseen una conductividad menor a los cristales moleculares.

## Dispositivos

### Diodos orgánicos emisores de luz
Los diodos orgánicos emisores de luz (OLEDs) son dispositivos que se empiezan a utilizar en la electrónica orgánica. Los diodos emisores de luz fabricados con pequeñas moléculas orgánicas (SMOLEDs) y los diodos emisores de luz fabricados con polímeros orgánicos (PLEDs) forman parte de la gran familia denominada OLEDs, que se rigen bajo el principio de convertir en luz la energía eléctrica, fenómeno conocido como electroluminiscencia. Un OLED tiene una capa de material orgánico luminiscente, llamada capa activa, que se encuentra entre dos electrodos. Al ser sometidos los electrodos a una corriente eléctrica, electrones y agujeros son introducidos por éstos hacia la capa orgánica donde se combinan y emiten entonces una luz con un color que depende de los materiales dispuestos en la capa activa. Para poder observar la luz, se requiere que al menos uno de los electrodos sea transparente, y un buen conductor eléctrico. Por este motivo, en la actualidad se realiza una intensa investigación en la búsqueda de electrodos de mejor calidad, y sobre todo que sean de material orgánico.

### Celdas solares orgánicas
Las celdas solares orgánicas (OSCs) son dispositivos que convierten la luz en electricidad, de manera contraria a lo que ocurre en los OLED. La capa activa de las celdas corresponde a un semiconductor de material orgánico, un polímero conjugado, que presenta el denominado efecto fotovoltaico. Hoy estos dispositivos son considerados como posibles fuentes de energía. 
En los OSC se generan, al incidir luz, excitaciones ópticas en la matriz polimérica que producen pares electrón-agujero. Los portadores de carga fotogenerados en la matriz polimérica donadora pueden ser disociados con la introducción de moléculas o nanoestructuras orgánicas aceptoras. El objetivo principal en la construcción de una celda solar orgánica es elevar el número de excitones fotogenerados en la parte donadora que se difundan en la interfase donadoraceptor. Para lograr este objetivo, se han propuesto principalmente dos tipos de conﬁguraciones de OSC: 
- La celda orgánica bicapa: consiste en una capa que realiza la función de donador y después es depositado, sobre ésta una capa que hace la función de aceptor
- La celda orgánica de heterounión en el bulto (ﬁgura 3b), que a diferencia de la bicapa consiste en una sola de una mezcla compuesta de los materiales donador-aceptor.

En una celda heterounión en el bulto, el donador generalmente es un polímero conjugado. A pesar de las intensas investigaciones en fotofísica realizadas con materiales orgánicos conjugados, el mecanismo de la fotogeneración de portadores de carga aún se encuentra en debate. Sin embargo, es considerado que los excitones son originados principalmente de fotoexcitones, es decir, de pares electrones-agujeros generados por la promoción de electrones a los orbitales moleculares desocupados más bajos (LUMO, por sus siglas en inglés) por la absorción de fotones, que tienen una cierta probabilidad de disociarse en cargas libres si la energía de enlace del excitón puede ser compensada. Estos portadores de carga fotogenerados, los pares electrón-hueco, pueden ser disociados con la introducción de un material aceptor, ya que cuando el polímero donador es excitado, el electrón es promovido al LUMO del polímero, de tal forma que el electrón pueda tener la energía suﬁciente para moverse al LUMO del aceptor.

### Transistores orgánicos
Un transistor es un dispositivo electrónico semiconductor que cumple funciones de amplificador, oscilador, conmutador o rectificador. El término "transistor" es la contracción en inglés de transfer resistor (resistencia de transferencia). Actualmente se encuentran prácticamente en todos los mecanismos domésticos de uso diario: automóviles, ordenadores, reproductores de audio y vídeo, calculadoras, entre otros. Creado por Shockley, Bardeen y Brattain en 1947 (lo que les valió el Premio Nobel de Física en 1956, el transistor ha posibilitado la evolución de los amplificadores simples a los computadores avanzados, que aún hoy en día continúan haciéndose más rápidos, pequeños y potentes a un ritmo vertiginoso.